# Націогенез
Націогене́з (лат. natio — плем'я, народ і … генез) — це локально-історичний процес появи, становлення і розвитку нової нації, її посилення і послаблення, трансформації, а потім і відродження нових націй на ґрунті попередніх. Нація здатна оновлюватися і перероджуватися як за внутрішніми законами розвитку, так і під впливом зовнішніх чинників.

## Загальна інформація
Якщо етногенез — за термінологією професора Павла Мілюкова, — це доба «утворювання народності», то націогенез — це друга, новітня доба — «усвідомлення народності».
| Соціологія | Це незавершена стаття з соціології. Ви можете допомогти проєкту, виправивши або дописавши її. |